# Girolamo Mercuriale
Girolamo Mercuriale o Mercuriali (Forlì, 30 settembre 1530 – Forlì, 8 novembre 1606) è stato un medico e filosofo italiano rinascimentale.
È celebre per avere teorizzato per primo l'uso della ginnastica su base medica; suoi sono anche il primo trattato sulle malattie cutanee e un'importante opera, forse la prima mai scritta, di pediatria

## Biografia

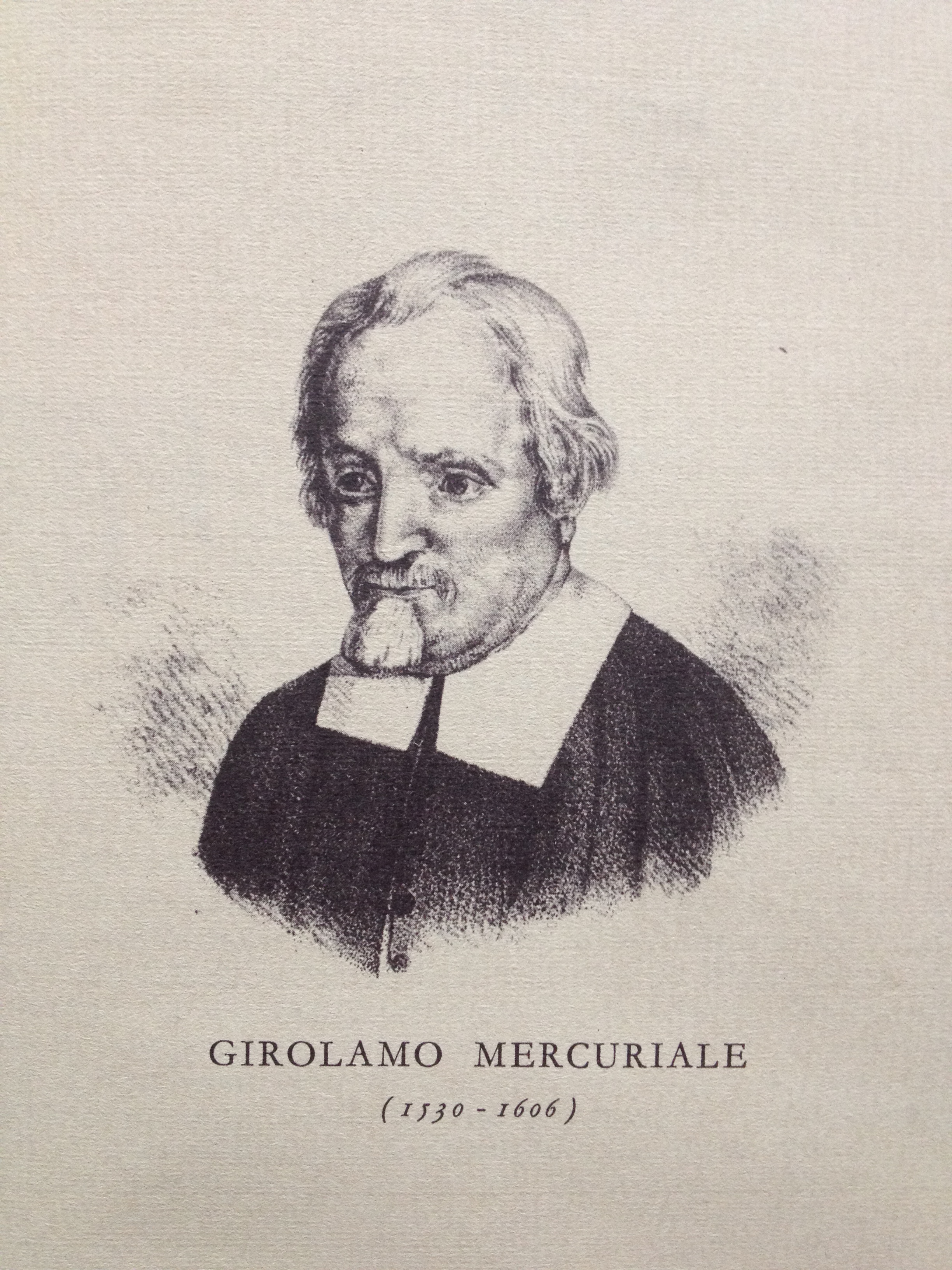
Ritratto di Girolamo Mercuriale raffigurato nella versione in italiano del "De arte gymnastica"

Dopo aver studiato Medicina all'Università di Bologna ed aver conseguito nel 1555 la laurea all'Università degli Studi di Padova, dove ebbe modo di conoscere personalmente il medico veneziano Vettor Trincavella, seguì a Roma il Gran Cardinale Alessandro Farnese. A causa della sua fama, infatti, i forlivesi lo inviarono come legato presso il papa Pio IV, dove rimase sette anni. Qui Girolamo Mercuriali pare aver composto il suo celeberrimo trattato sulla ginnastica.
Fu poi professore di medicina pratica in entrambe le università dove aveva studiato. A Padova, in particolare, tra il 1569 ed il 1587, trascorse un periodo molto fecondo, in cui scrisse ben dodici libri, alcuni dei quali basati sugli appunti presi dagli studenti durante le lezioni. Si recò poi a Pisa, dove divenne primo medico di Ferdinando I de' Medici e poté godere di una certa fama come clinico. Curò anche altre importanti personalità del suo tempo, tra cui l'imperatore Massimiliano II, che lo nominò cavaliere e conte palatino. Merita di essere citato un famoso episodio che vede Girolamo Mercuriale convocato a Venezia dalle autorità il 7 giugno 1576 insieme a molti altri medici illustri, consultati per decifrare una misteriosa epidemia che colpiva la città. Mercuriale escluse fin dall'inizio un caso di peste, in quanto solo una minima percentuale della popolazione si era ammalata, il contagio restava comunque molto limitato (3691 morti da agosto 1575 al febbraio 1576), e i contagiati erano quasi tutti poveri e malnutriti ("quasi tutta gente povera et mal notrita e governata. Io certo mai la chiamerei peste"). Dopo una settimana però la malattia ebbe un decorso impressionante (arrivando a cinquantamila morti entro la fine dell'anno), tra cui anche alcuni familiari del medico stesso. Tre giorni dopo, il 10 giugno, il Maggior Consiglio - prudentemente riunitosi solo in un terzo dei suoi componenti - per scongiurare un eccessivo allarmismo che avrebbe compromesso l'economia cittadina, attribuì i decessi a semplici "febri maligne” e non alla peste, contrariamente al parere dei Provveditori alla Sanità, i quali propugnavano in alternativa quarantene, lazzaretti ed isolamento delle abitazioni degli appestati. Sorprendentemente però tale evento non ebbe gravi conseguenze sulla carriera di Mercuriale che, anzi, durante lezioni che tenne nel 1577 a proposito della peste, continuò a difendere la sua posizione riguardo allo sfortunato caso veneziano.
Nel 1598 fece restaurare una cappella dell'abbazia di San Mercuriale di Forlì, trasformandola in cappella di famiglia, da allora nota come "cappella Mercuriali", dove egli stesso venne sepolto. Ai monaci di San Mercuriale, Girolamo lasciò in eredità la sua biblioteca, purché essi si impegnassero a tenere tre lezioni settimanali di fisica e di logica. Ricevuti i libri, i monaci, per custodirli e renderli fruibili a tutti, aprirono una biblioteca pubblica.
Nel 1906, a celebrazione e a ricordo di Girolamo Mercuriali, fu murata nella cappella una lapide, tuttora esistente, con le seguenti parole: Questo marmo ricorda ai posteri che i cattolici forlivesi il dì XI novembre 1906 commemorando presso la sua tomba GIROLAMO MERCURIALI riaffermavano il connubio eterno nei secoli tra la scienza e la fede.

## Opere

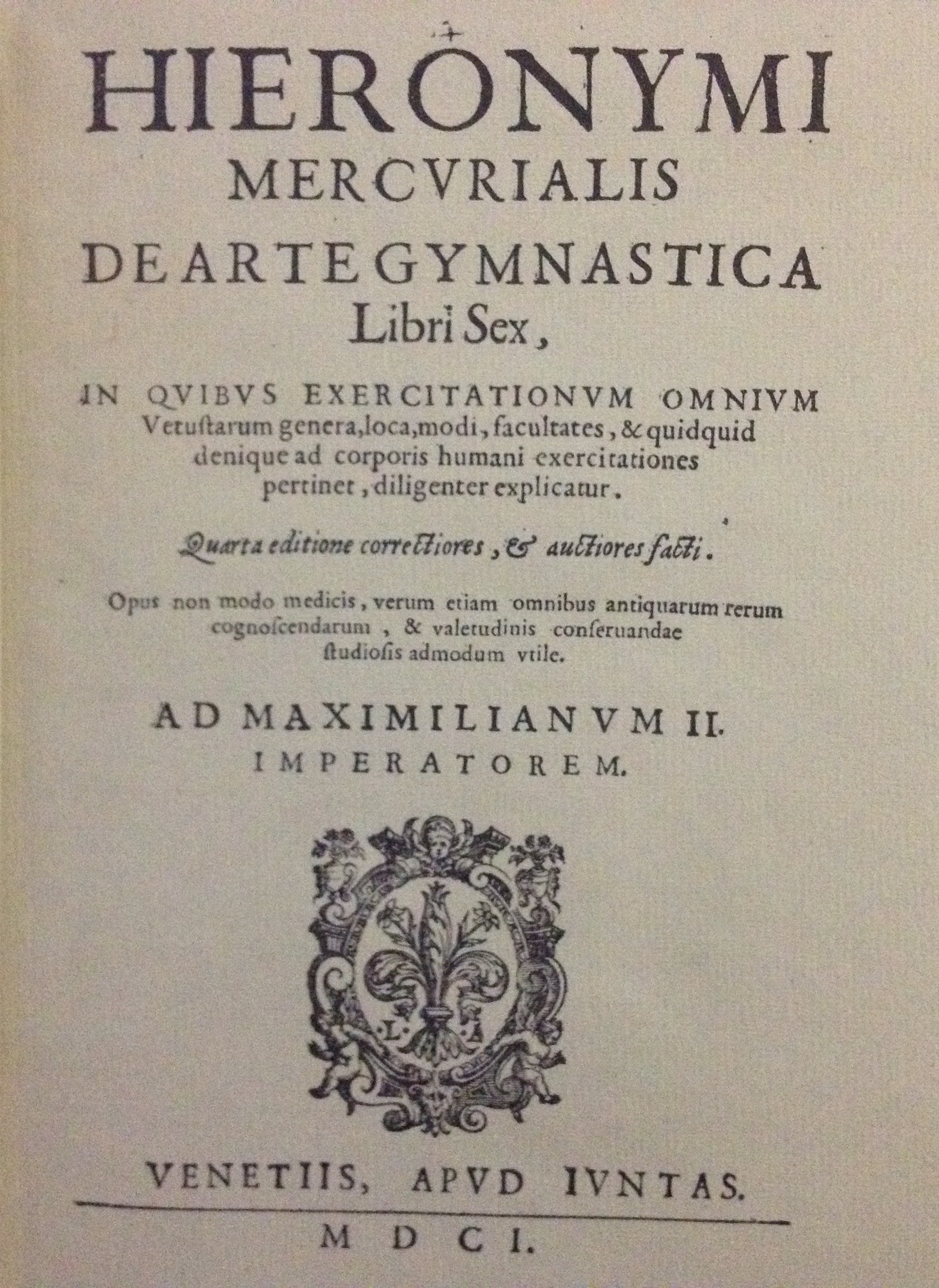
Frontespizio del De arte gymnastica

De morbis muliebribus

Cultore dell'opera ippocratica (Censura et dispositio operum Hippocratis, 1583, in cui discusse in modo critico le opere del medico), fu autore di De arte gymnastica (1569), la prima opera moderna che consideri scientificamente il rapporto tra l'educazione fisica e la salute, ma anche un testo sulla storia dell'attività ginnica. Oltre a questo originale argomento scrisse opere di pediatria, di balneoterapia, di malattie della pelle, di tossicologia. Fra i suoi numerosi discepoli italiani e stranieri, si segnala lo svizzero Gaspard Bauhin.
Alcune altre sue opere sono:
- De morbis cutaneis, il primo trattato sulle malattie della pelle
- De morbis puerorum
- De compositione medicamentorum
- De morbis muliebribus, Venezia, 1601.
- De venenis et morbis venenosis
- De decoratione
- De morbis oculorum et aurium
- Nomothelasmus seu ratio lactandi infantes